# Leuchars
Leuchars (anhörenⓘ) ist eine Ortschaft in der schottischen Council Area Fife. Sie liegt etwa sieben Kilometer nordwestlich von St Andrews und zehn Kilometer südlich von Dundee am Mortray Water. Wenige hundert Meter südlich befindet sich der Ästuar des Eden.

## Geschichte
Bereits zu Zeiten Wilhelms des Löwen existierte ein Baronat Leuchars. Die bis heute genutzte St Athernase Church wurde als Ecclesia de Lochres in den 1180er Jahren errichtet und unterstand der St Andrews Priory. Vor 1264 wurde am Standort mit Leuchars Castle eine Burg errichtet. Das Herrenhaus Earlshall Castle stammt aus den 1540er Jahren. Die Ortschaft entwickelte sich erst signifikant mit der Entwässerung des Lands im 18. Jahrhundert. Gegen Ende des Ersten Weltkriegs im Jahre 1917 wurde bei Leuchars ein Marinestützpunkt eingerichtet. Drei Jahre später folgte die Royal Air Force mit der Errichtung des Flugplatzes der RAF Leuchars. Die Royal Air Force verließ den Stützpunkt 2015 und übergab ihn an die British Army.

## Verkehr
Durch Leuchars verläuft die A919 (Guardbridge–St Michaels), welche die Ortschaft im Süden an die A91 und im Norden an die A92 anschließt. 1848 erhielt Leuchars einen eigenen Bahnhof der North British Railway.

## Persönlichkeiten
- Dominic Hyam (* 1995), schottisch-englischer Fußballspieler